# Jezioro Kryspinów

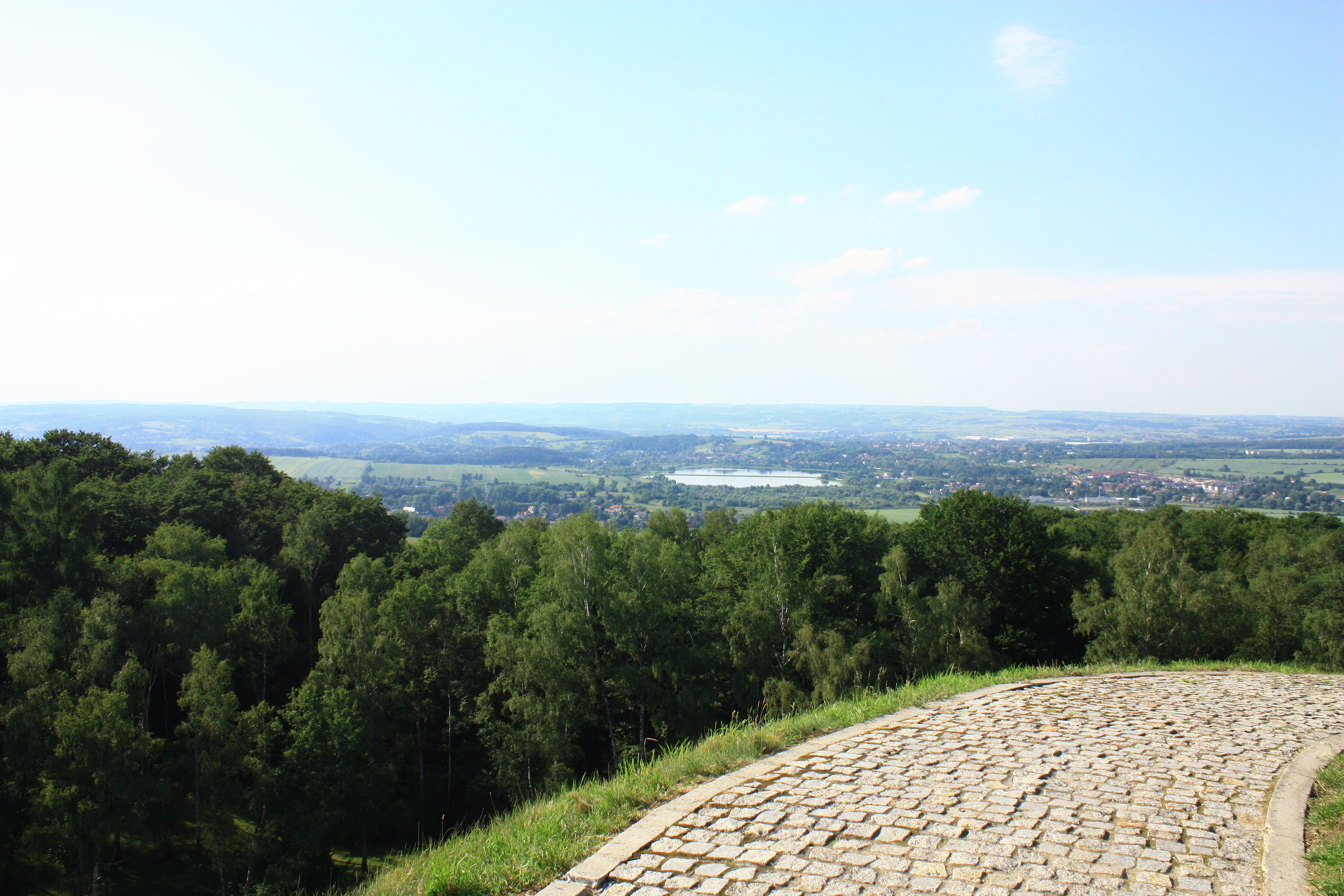
Blick vom Piłsudski-Hügel

Das Jezioro Kryspinów, auch Kryspinów genannt, ist ein Baggersee in der polnischen Woiwodschaft Kleinpolen auf dem Gebiet des Orts Kryspinów unmittelbar am Westrand der Stadt Krakau nördlich der Weichsel, westlich der Autobahn A4 und südlich des internationalen Flughafens Krakau-Balice. 

## Beschreibung
Der See liegt auf einer Höhe von ca. 200 Metern über dem Meeresspiegel. Er entstand anstelle einer ehemaligen Kiesgrube. Die Ufer sind zum großen Teil mit Schilf bewachsen und dienen Brutvögeln als Brutstätte.

## Tourismus
Am Ufer des Sees befinden sich mehrere Strände. Der See wird von den Krakauern als Naherholungsgebiet genutzt.